# Józef Koc
Józef Koc – polski agronom, profesor nauk rolniczych.

## Życiorys
W 1970 r ukończył studia rolnicze w Akademii Rolniczo-Technicznej w Olsztynie, w 1974 r. obronił pracę doktorską, w 1987 r. habilitował się. W 1995 r. uzyskał tytuł profesora nauk rolniczych.
Pracował na Uniwersytecie Warmińsko-Mazurskim w Olsztynie oraz był członkiem Komitetu Melioracji i Inżynierii Środowiska Rolniczego PAN i Komitetu Gleboznawstwa i Chemii Rolnej PAN.